# Jan Hojer
Jan Hojer (9. februar 1992) er en tysk professionel klippeklatrer. Han har vundet World Cup én gang og og European Championships i bouldering. I maj 2010 klatrede han Action Directe, der stadig betragtes som en af de sværeste klatreruter i verden. Fra 2013 til 2015 gennemførte han flere 8C klatrertuer.

## Resultater

### Climbing World Cup[1]
| Disciplin  | 2008 | 2009 | 2010 | 2011 | 2012 | 2013 | 2014 | 2015 | 2016 | 2017 |
| ---------- | ---- | ---- | ---- | ---- | ---- | ---- | ---- | ---- | ---- | ---- |
| Lead       | 22   | 22   | 43   | -    | -    | -    | -    | 33   | -    | 17   |
| Bouldering | -    | -    | -    | 33   | 20   | 8    | 1    | 2    | 9    | 7    |
| Speed      | -    | -    | -    | -    | -    | -    | -    | -    | -    | 29   |
| Kombineret | -    | -    | -    | -    | -    | -    | -    | 5    | -    | 7    |

### Climbing World Championships[2]
| Disciplin  | 2009 | 2011 | 2012 | 2014 | 2016 | 2018 |
| ---------- | ---- | ---- | ---- | ---- | ---- | ---- |
| Lead       | 30   | -    | -    | 30   | -    | 29   |
| Bouldering | 39   | 46   | 5    | 3    | 27   | 9    |
| Speed      | -    | -    | -    | 30   | -    | 33   |
| Kombineret | -    | -    | -    | 2    | -    | 3    |

### Climbing European Championships[2]
| Disciplin  | 2010 | 2013 | 2015 | 2017 |
| ---------- | ---- | ---- | ---- | ---- |
| Lead       | 41   | -    | -    | 21   |
| Bouldering | -    | 20   | 1    | 1    |
| Speed      | -    | -    | -    | 23   |
| Combined   | -    | -    | -    | 1    |

## Antal medaljer ved Climbing World Cup

### Bouldering[2]
| Sæson | Guld | Sølv | Bronze | Total |
| ----- | ---- | ---- | ------ | ----- |
| 2012  |      |      | 1      | 1     |
| 2013  | 1    | 1    |        | 2     |
| 2014  | 3    | 2    |        | 5     |
| 2015  | 1    |      |        | 1     |
| 2016  |      | 1    |        | 1     |
| 2017  | 1    |      |        | 1     |
| 2018  |      |      |        | 0     |
| 2019  |      |      | 1      | 1     |
| Total | 6    | 4    | 2      | 12    |